# Ngụy Thâu
| Nhị thập tứ sử | Nhị thập tứ sử | Nhị thập tứ sử              | Nhị thập tứ sử |
| -------------- | -------------- | --------------------------- | -------------- |
| STT            | Tên sách       | Tác giả                     | Số quyển       |
| 1              | Sử ký          | Tư Mã Thiên                 | 130            |
| 2              | Hán thư        | Ban Cố                      | 100            |
| 3              | Hậu Hán thư    | Phạm Diệp                   | 120            |
| 4              | Tam quốc chí   | Trần Thọ                    | 65             |
| 5              | Tấn thư        | Phòng Huyền Linh (chủ biên) | 130            |
| 6              | Tống thư       | Thẩm Ước                    | 100            |
| 7              | Nam Tề thư     | Tiêu Tử Hiển                | 59             |
| 8              | Lương thư      | Diêu Tư Liêm                | 56             |
| 9              | Trần thư       | Diêu Tư Liêm                | 36             |
| 10             | Ngụy thư       | Ngụy Thâu                   | 114            |
| 11             | Bắc Tề thư     | Lý Bách Dược                | 50             |
| 12             | Chu thư        | Lệnh Hồ Đức Phân (chủ biên) | 50             |
| 13             | Tùy thư        | Ngụy Trưng (chủ biên)       | 85             |
| 14             | Nam sử         | Lý Diên Thọ                 | 80             |
| 15             | Bắc sử         | Lý Diên Thọ                 | 100            |
| 16             | Cựu Đường thư  | Lưu Hú (chủ biên)           | 200            |
| 17             | Tân Đường thư  | Âu Dương Tu, Tống Kỳ        | 225            |
| 18             | Cựu Ngũ Đại sử | Tiết Cư Chính (chủ biên)    | 150            |
| 19             | Tân Ngũ Đại sử | Âu Dương Tu (chủ biên)      | 74             |
| 20             | Tống sử        | Thoát Thoát (chủ biên)      | 496            |
| 21             | Liêu sử        | Thoát Thoát (chủ biên)      | 116            |
| 22             | Kim sử         | Thoát Thoát (chủ biên)      | 135            |
| 23             | Nguyên sử      | Tống Liêm (chủ biên)        | 210            |
| 24             | Minh sử        | Trương Đình Ngọc (chủ biên) | 332            |
| -              | Tân Nguyên sử  | Kha Thiệu Mân (chủ biên)    | 257            |
| -              | Thanh sử cảo   | Triệu Nhĩ Tốn (chủ biên)    | 529            |

Ngụy Thu (chữ Hán: 魏収; bính âm: Wei Shou) (506 – 572), tự Bá Khởi, thụy là Văn Trinh, con trai của Thái học Bác sĩ Ngụy Tử Kiến, người Hạ Khúc Dương Cự Lộc (nay thuộc Bình Hương Hà Bắc) là nhà văn, nhà sử học thời Bắc Tề, chủ biên bộ chính sử Ngụy thư.

## Tiểu sử
Thời Bắc Ngụy Tiết Mẫn Đế được bổ nhiệm làm Tán kỵ thị lang, giữ chức Khởi cư chú (ghi chép bên cạnh Hoàng Đế), về sau, còn kiêm thêm Tu quốc sử, thời Đông Ngụy làm Trung thư thị lang, sau đổi sang làm Bí thư giám, thời Bắc Tề, làm quan tới chức Thượng thư tả bộc xạ, cuối thời Bắc Ngụy, lập được công trạng trong việc chuẩn bị lễ khúc và sửa sang luật lệnh. Trong thời Bắc Tề và Đông Ngụy, cùng với Ôn Tử Thăng, Hình Thiệu được mọi người xưng tụng là ba người tài giỏi ở đất Bắc.
Sau khi Bắc Tề kiến quốc, ông được bổ nhiệm làm Trung thư lệnh, Trước tác lang. Năm Thiên Bảo thứ 2 (năm 551) nhận lệnh biên soạn sử Bắc Ngụy, năm 554, hoàn thành xong bộ Ngụy thư 130 quyển với các nhân vật trong bộ sử, thì ông lấy ý kiến của bản thân trong quá trình biên soạn mà tiến hành chê bai, bôi nhọ, còn lời khen thì ít ỏi, khiến nhiều người căm phẫn phê bình mãnh liệt, gọi cuốn sử này là uế sử (cuốn sử bẩn thỉu). Thời Bắc Tề Vũ Thành Đế, giữ chức Khai phủ trung thư giám. Năm 577, sau khi Bắc Tề diệt vong, một số người căm ghét đã đào mộ ông lên, vứt bỏ hài cốt ra ngoài, đồng thời còn phát hiện thêm bộ sưu tập văn bản khác tổng cộng có tất cả có 70 quyển, hiện nay đã bị thất lạc.